# Arquitectura khmer

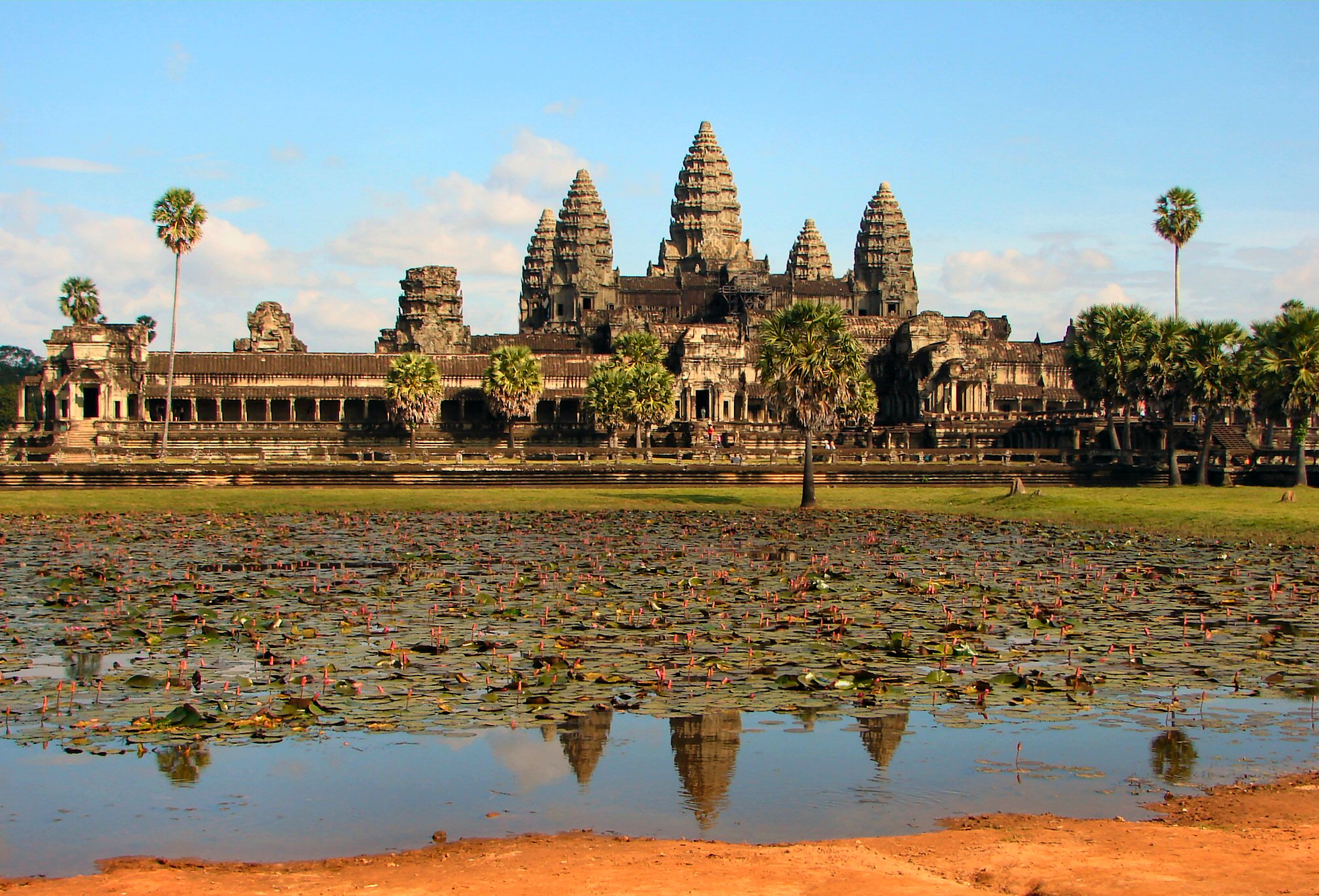
Angkor Vat, mausoleu i temple que data del, és una de les obres mestres de l'arquitectura khmer.

L'arquitectura khmer és un estil arquitectònic propi dels hinduistes de l'Índia, de caràcter religiós. Un dels llocs del món que conté aquest estil és la regió d'Angkor, Cambodja, on es va desenvolupar sobretot durant el període d'Angkor.
Aquest període té l'inici probablement el 802 dC, quan el fundador de l'Imperi Khmer, Jayavarman II es va autoproclamar chakravartin (monarca universal) i va declarar la independència de Java, i el final l'any 1431 dC, quan els tailandesos d'Ayutthaya van saquejar Angkor i va causar que l'elit khmer migrés a Phnom Penh.
L'arquitectura d'Angkor té estructures, elements i motius característics, els quals s'identifiquen en el glossari de sota. Ja que diferents estils arquitectònics van anar succeint l'un a l'altre durant el període angkorià, no totes aquestes característiques són iguals durant el període. Erudits han utilitzat la presència o l'absència d'aquestes característiques per datar les restes.

## Periodització

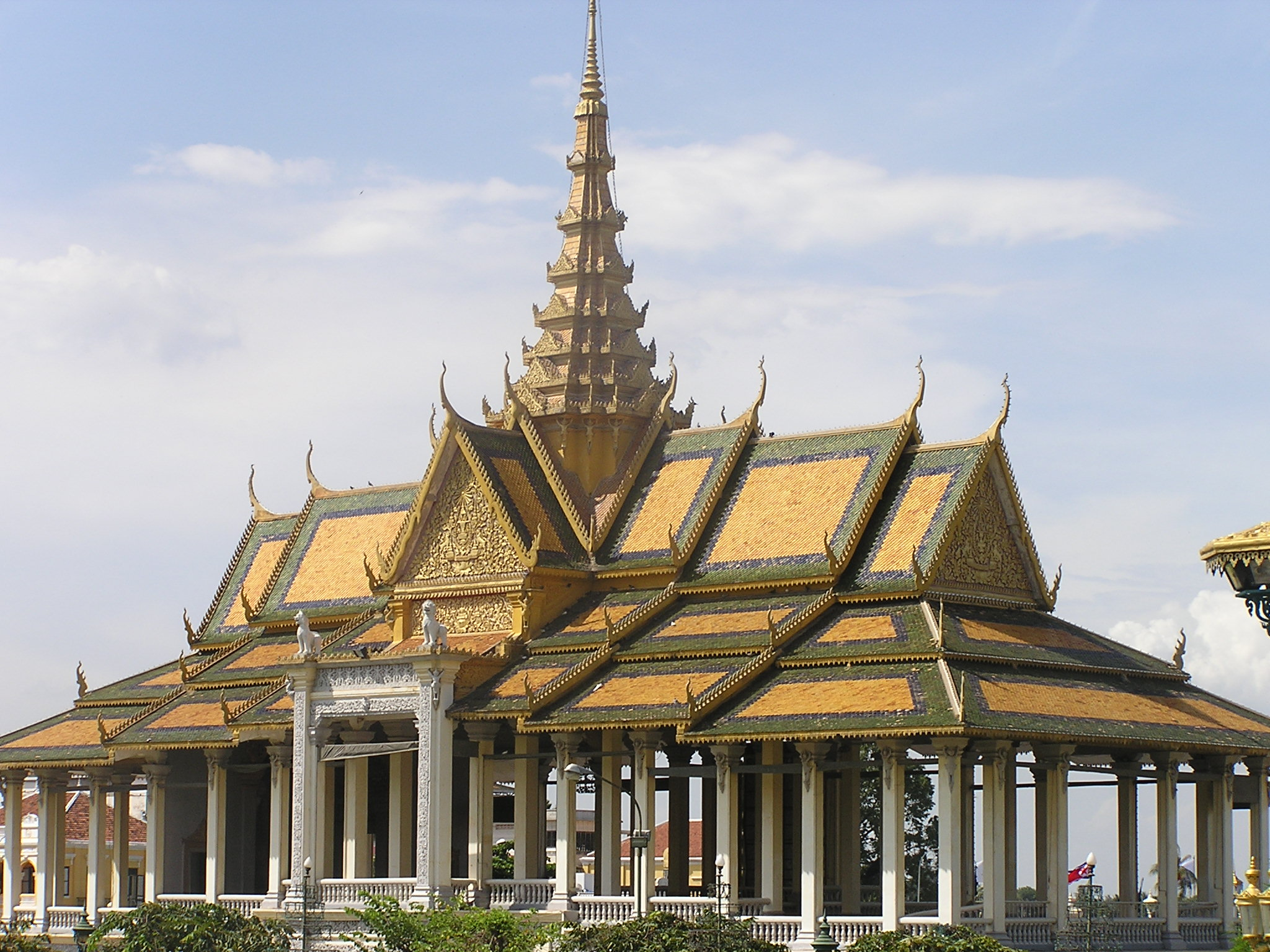
Edifici khmer.

Els erudits han treballat per diferenciar els diferents estils arquitectònics angkorians. Els següents períodes i estils es poden distingir. Cadascun s'anomena amb el nom d'un temple particular, considerat paradigmàtic per a l'estil.
- Estil de Preah Ko (877-886 dC): Hariharalaya fou la primera capital de l'Imperi Khmer localitzada a l'àrea d'Angkor; les seves ruïnes ara es troben a l'àrea coneguda actualment com a Roluos es troben a uns 15 km del sud-est de la ciutat actual de Siem Reap. El temple més antic que encara sobreviu de Hariharalaya és Preah Ko; els altres són Bakong i Lolei. Els temples de l'estil Preah Ko són coneguts per les seves torres petites de maons i per la gran bellesa i delicadesa dels seus llindars.
- Estil de Bakheng (889-923): Bakheng fou el primer temple-muntanya a l'àrea d'Angkor propera al nord de Siem Reap. Era el temple de l'estat del Rei Yasovarman, qui va construir la seva capital de Yasodharapura al voltant seu. Trobada en un turó (phnom), actualment és un dels monuments en més perill, havent esdevingut lloc turístic des d'on molts turistes veuen les postes de sol a Angkor.
- Estil de Koh Ker (921-944)
- Estil de Pre Rup (944-968): Sota les ordres del Rei Rajendravarman, els khmers angkorians van construir els temples de Pre Rup, Mebon oriental i Phimeanakas. El seu estil comú s'anomena en honor del temple-muntanya de Pre Rup.
- Estil de Banteay Srei (967-1000): Banteay Srei és l'únic temple angkorià important no construït per un monarca, sinó per un cortesà. Es coneix per la seva petita escala i el refinament extrem de les escultures decoratives, incloent diversos baixos relleus narratius famosos que parlen de mitologia índia.
- Estil de Khleang (968-1010)
- Estil de Baphuon (1050–1080): Baphuon, el temple-muntanya massiu del Rei Udayadityavarman II fou aparentment el temple que més va impressionar al viatger xinès Zhou Daguan, qui va visitar Angkor cap a finals del segle xiii. Els seus relleus únics tenen una qualitat dinàmica ingènua que contrasta amb la rigidesa de figures típicament d'altres períodes. A data de 2008, Baphuon està sota restauració i no es pot visitar completament.
- Estil clàssic o d'Angkor Vat (1080–1175): Angkor Vat, temple i potser mausoleu del Rei Suryavarman II, és el millor temple angkorià i defineix el que es coneix actualment com a estil clàssic de l'arquitectura angkoriana. Altres temples dins d'aquest estil són Banteay Samre i Thommanon a l'àrea d'Angkor, i Phimai a Tailàndia moderna.
- Estil barroc o Bayon (1181–1243): En l'últim quart del segle xii, el Rei Jayavarman VII va lliurar al país d'Angkor de l'ocupació per part d'una força invasora de Txampa. Després d'això, va començar un programa massiu per construir edificis monumentals, paradigmàtic per al qual el temple de l'estat s'anomenà Bayon. Les altres fundacions del rei van participar en l'estil del Bayon, i incloïen Ta Prohm, Preah Khan, Angkor Thom i Banteay Chmar. Tot i l'enormitat del pla i la decoració elaborada, el temple mostra presses en la construcció, contrastant amb la perfecció d'Angkor Vat.
- Estil post-bayon (1243–1431): Seguint el període de construcció frenètica sota les ordres de Jayavarman VII, l'arquitectura angkoriana va entrar en un període de declivi. La Terrassa del Rei Leper, del segle xiii, és coneguda pels seus relleus dinàmics de reis dimonis, dansaires i nāgas.

## Materials
Els constructors angkorians utilitzaven maons, gres, laterita i fusta com a materials de construcció. Les ruïnes que resten són de maons, gres i laterita, ja que els elements de fusta s'han anat perdent o destruït amb el pas del temps.

### Maons
Els primers temples angkorians estaven fets completament de maons. Alguns bons exemples són els temples de Preah Ko, Lolei i Bakong a Hariharalaya. Les decoracions es feien normalment cavades en un estuc aplicat al maó, més que en el maó mateix.
L'estat veí d'Angkor Txampa també tenia nombrosos temples de maó que són similars en estil als d'Angkor. Les ruïnes més extenses són a Mỹ Sơn a Vietnam. Una història de Txam explica el temps en el qual els dos països van establir un conflicte armat per mitjà de concursos de construcció de torres, proposats pel Rei de Txam Po Klaung Garai. Mentre que els khmers van construir una torre estàndard de maons, Po Klaung Garai va dirigir els seus homes a construir una rèplica impressiva de paper i fusta. Al final, la rèplica Txam era millora que la torre khmer, motiu pel qual els Txam van guanyar el concurs.

### Gres
L'única pedra utilitzada pels constructors angkorians era el gres, obtingut de les muntanyes Kulen. Ja que l'obtenció era considerablement més cara que la dels maons, el gres va començar a utilitzar-se gradualment, al principi utilitzant-se per elements particulars com marcs de porta. El temple del segle x de Ta Keo és el primer temple angkorià construït més o menys completament de gres.

### Laterita
Els constructors angkorians utilitzaven laterita, una argila que és tova quan es treu de terra però que s'endureix quan s'exposa al Sol, per a fonaments i alters parts amagades d'edificis. Ja que la superfície de la laterita és desigual, no era adequada per als relleus decoratius, llevat que primer es pintés amb estuc. La laterita era utilitzada més comunament en províncies khmers que a Angkor mateixa.

## Estructures

### Baray

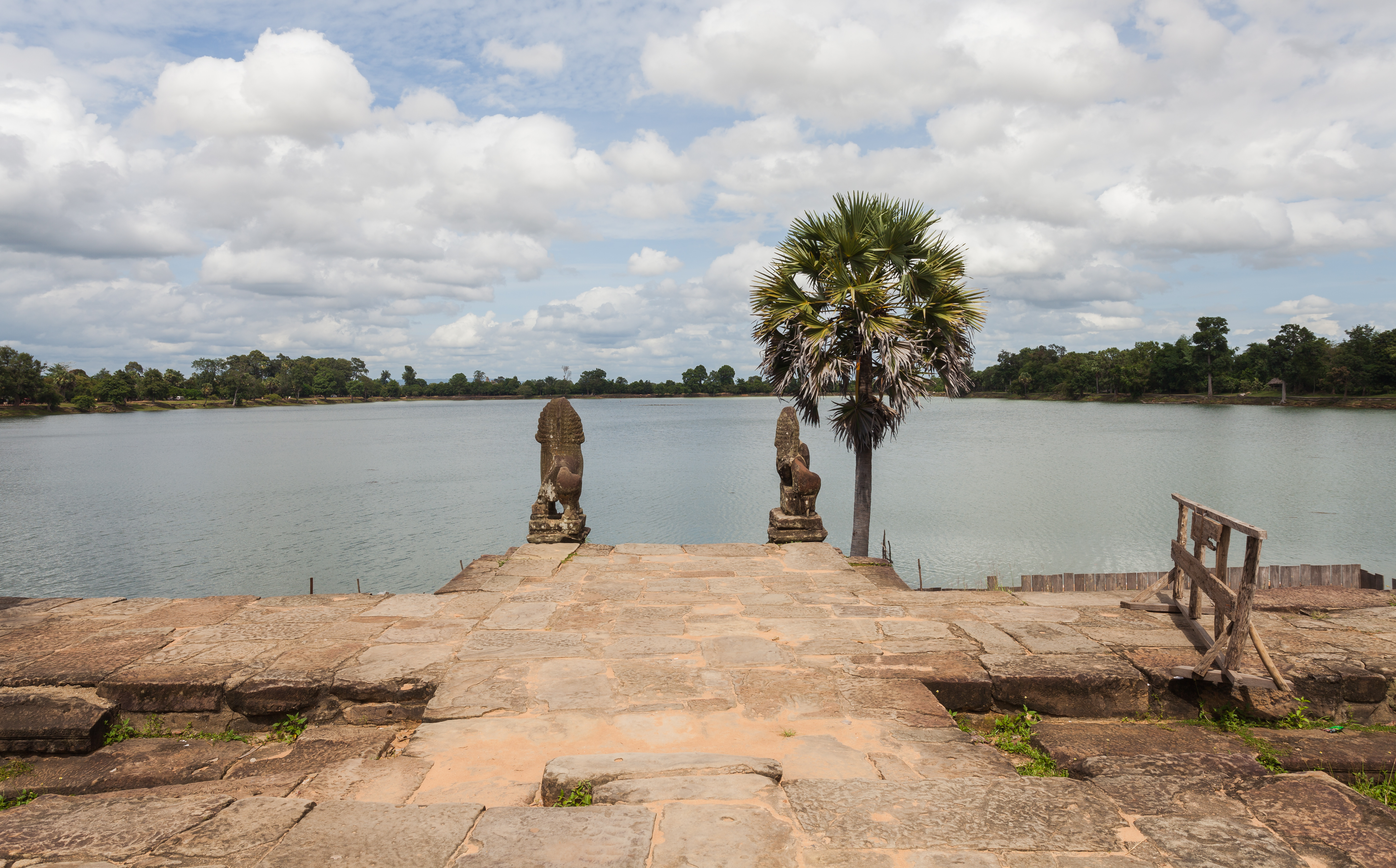
Baray Srah Srang.

Els barays són grans estructures per emmagatzemar l'aigua de l'època del monsó per tal d'usar-la durant l'estació seca, similars a embassaments rectangulars.

### Galeria

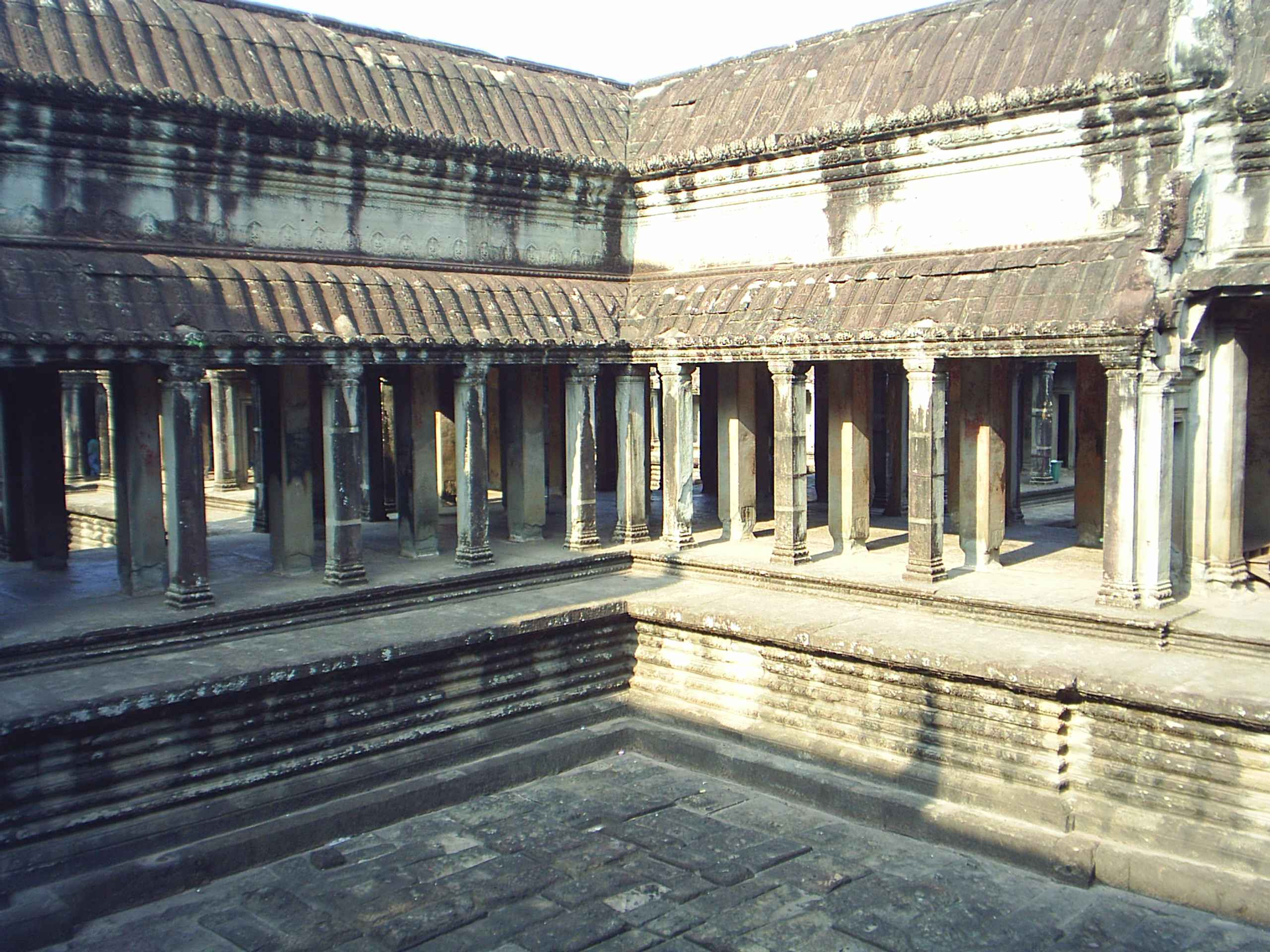
Una galeria cruciforme separa el pati de la cort a Angkor Vat.

Una galeria és un passadís que va des de la paret d'un clos o al llarg de l'eix d'un temple, sovint obert a un o a ambdós costats. Històricament, la forma de les galeries va evolucionar durant el segle x dels passadissos llargs que s'havien utilitzat anteriorment per envoltar el santuari central d'un temple. Durant el període d'Angkor Vat en la primera meitat del segle xii, es van introduir mitges galeries a una banda per fer de contrafort de l'estructura del temple.

### Biblioteca
Les estructures conegudes convencionalment com a "biblioteques" són una característica comuna en temples khmers, però el seu propòsit roman desconegut. El més probable és que funcionessin en general com a santuaris religiosos, i no estrictament com a repositoris de manuscrits. Edificis exempts, normalment es trobaven en parelles en cada banda de l'entrada a un clos, obrint cap a l'oest.

### Temple-muntanya

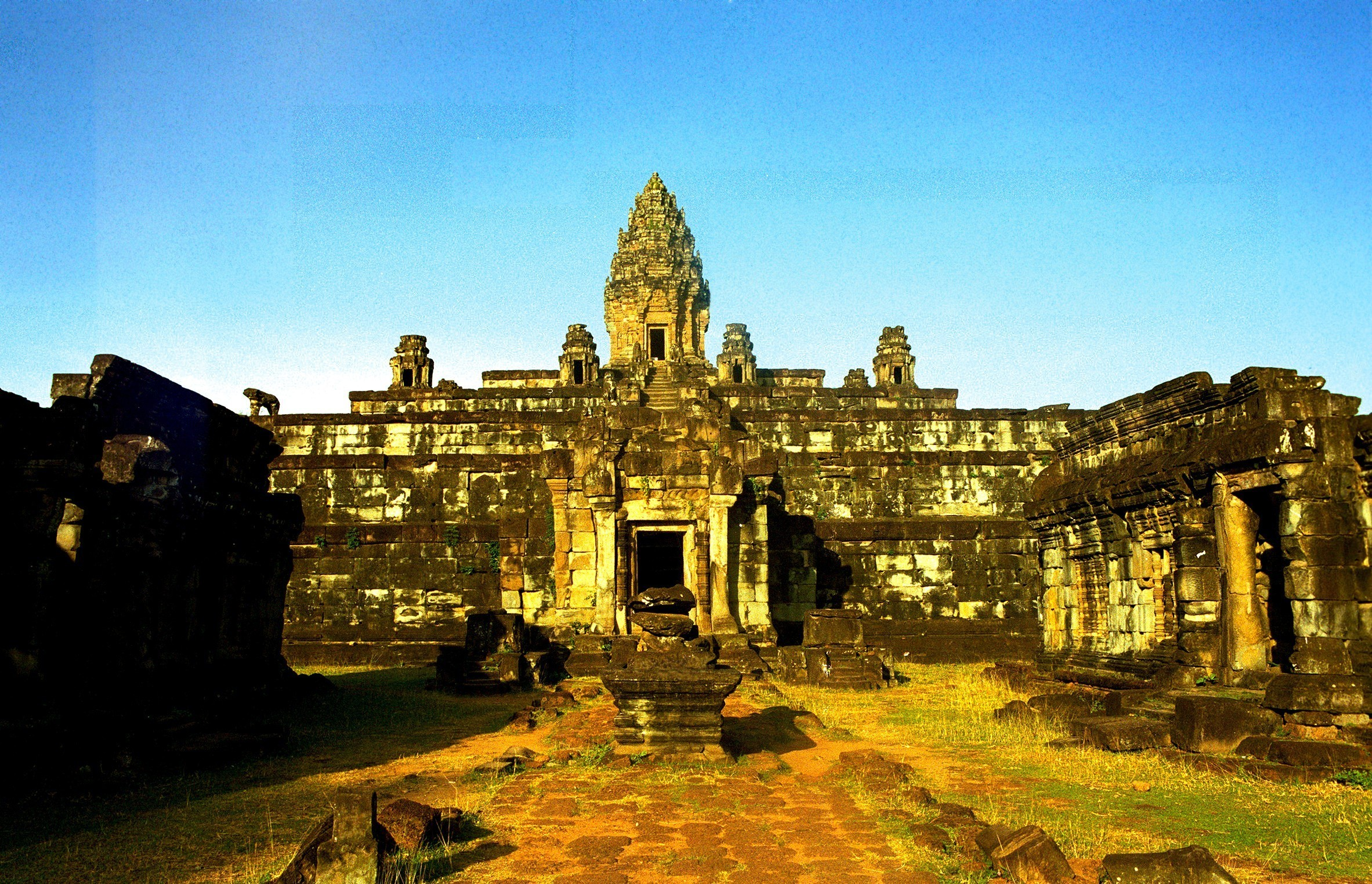
Bakong és un dels primers temples-muntanya sobrevivents a Angkor.

L'esquema dominant per la construcció de temples estatals durant el període d'Angkor fou el del temple-muntanya, una representació arquitectònica del Mont Meru, casa dels déus en la mitologia hindú. L'estil estava influenciat per l'estil arquitectònic indi de construcció de temples. Els closos representaven les cadenes de muntanyes que envoltaven el Mont Meru, mentre que el fossat representava l'oceà. El temple tenia forma piramidal de diferents nivells, i la casa dels déus estava representada pel santuari elevat al centre del temple. El primer gran temple-muntanya fou Bakong, una piràmide de cinc nivells dedicada l'any 881 dC pel Rei Indravarman I. Altres temples-muntanya khmers inclouen Baphuon, Pre Rup, Ta Keo i més notablement Angkor Vat.